# آنا ناكاجاوا
آنا ناكاجاوا (باليابانية: 中川安奈) (30 أغسطس 1965 – 17 أكتوبر 2014) هي ممثلة يابانية. فازت بجائزة أفضل ممثلة في مهرجان يوكوهاما السينمائي الحادي عشر.

## وصلات خارجية
- آنا ناكاجاوا على موقع IMDb (الإنجليزية)
- آنا ناكاجاوا على موقع روتن توميتوز (الإنجليزية)
- آنا ناكاجاوا على موقع ألو سيني (الفرنسية)
- آنا ناكاجاوا على موقع قاعدة بيانات الفيلم (الإنجليزية)